# Штефанец (Трновец Бартоловечки)
Штефанец (до 1991. године Штефанец Бартоловечки) је насељено место у саставу општине Трновец Бартоловечки у Вараждинској жупанији, Хрватска. До територијалне реорганизације у Хрватској налазио се у саставу старе општине Вараждин.

## Становништво
На попису становништва 2011. године, Штефанец је имао 412 становника.

## Попис1991.
На попису становништва 1991. године, насељено место Штефанец Бартоловечки је имало 393 становника, следећег националног састава:
| Попис 1991.‍ | Попис 1991.‍ | Попис 1991.‍ | Попис 1991.‍ | Попис 1991.‍ |
| ----------- | ----------- | ----------- | ----------- | ----------- |
|             |             |             |             |             |
| Хрвати      | Хрвати      |             | 393         | 100%        |
| укупно: 393 |             |             |             |             |